# Oidtweiler
Oidtweiler [ˈɔtvaɪ̯lɐ] ist ein südlicher Stadtteil von Baesweiler in der nordrhein-westfälischen Städteregion Aachen. Oidtweiler ist über die lückenlos bebauten Straßen „Eschweilerstraße“ (L 240) und „Bahnhofstraße“ inzwischen mit Alt-Baesweiler zusammengewachsen. In Oidtweiler gibt es ein Feuerwehrhaus der Freiwilligen Feuerwehr.

## Geschichte

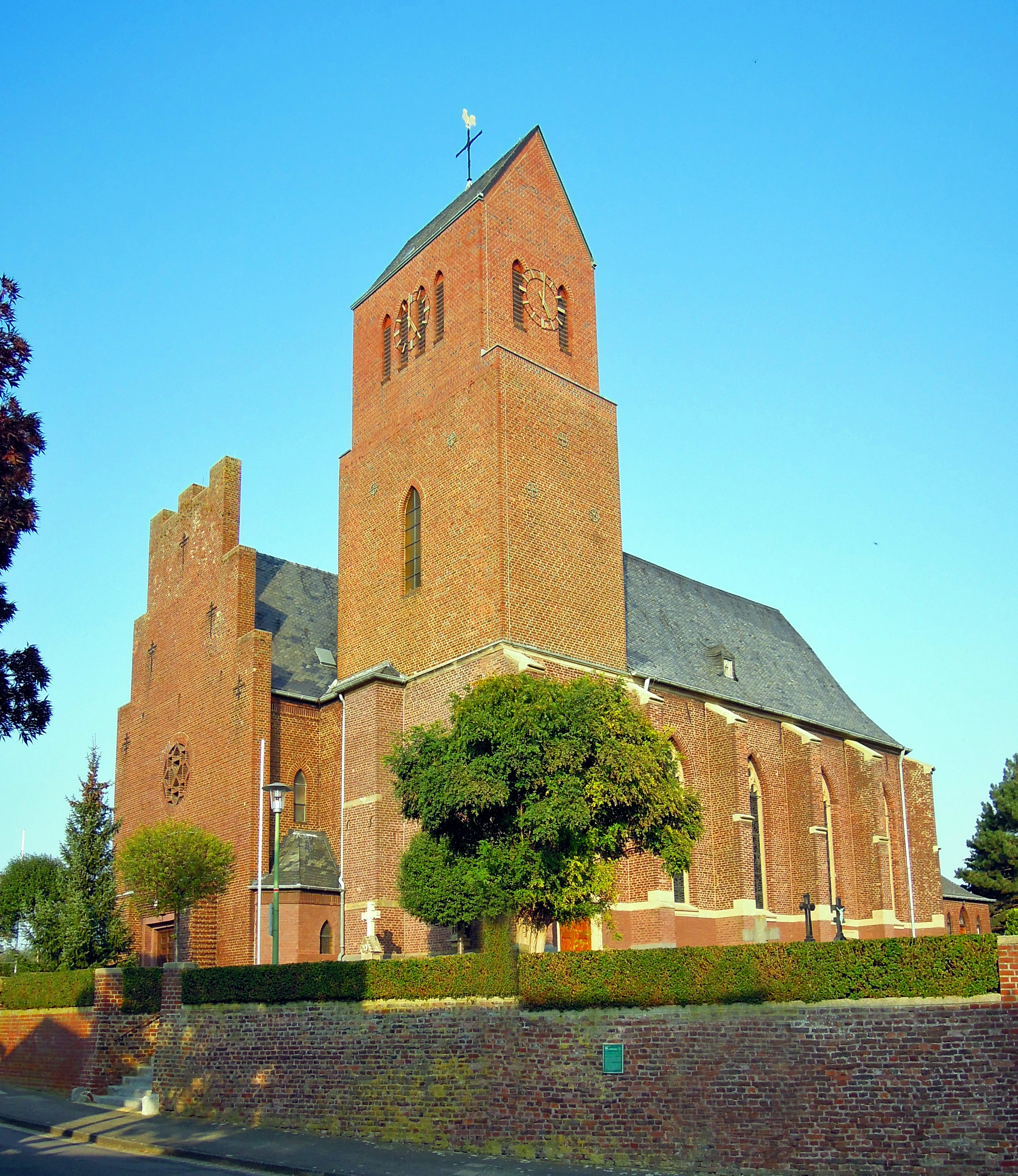
Katholische Kirche St. Martinus

### Ortsgeschichte
Jungsteinzeitliche Funde zwischen Oidtweiler und Alt-Baesweiler weisen auf eine frühe Besiedlung hin. Oidtweiler lag an einer nebengeordneten Römerstraße, die von Eschweiler über Baesweiler nach Heinsberg führte. Jedoch sind römische Siedlungsspuren bislang nicht nachgewiesen.
Am 13. April 1104 wird der Ort als de Oidthwilre in einer Urkunde von Erzbischof Friedrich I von Köln erstmals erwähnt.
St. Martinus ist der einzige noch existierende Kirchenbau aus mittelalterlicher Zeit auf Baesweiler Stadtgebiet. Die ehemalige gotische Kirche ist nun das südliche Seitenschiff. Die Kirche war Mutterkirche mehrerer umliegender Ortschaften. So gehörte das inzwischen weitaus größere Baesweiler bis in das 16. Jahrhundert zum Pfarrbezirk von St. Martinus. Bis heute gehört der Nachbarort Bettendorf zur Kirchengemeinde, auch wenn dort eine eigene Kirche existiert.
Von 1961 bis 1971 lautete die Postleitzahl „5111 Oidtweiler / über Alsdorf (Kr. Aachen)“.
Am 1. Januar 1972 wurde Oidtweiler in die Gemeinde Baesweiler eingegliedert. Ein kleiner Gemeindeteil wurde Alsdorf zugesprochen. Der letzte Bürgermeister der selbstständigen Gemeinde Oidtweiler war Josef Prepols.

### Wappen
|                       | Wappen der ehemaligen Gemeinde                                                                         |
| Wappen von Oidtweiler | Blasonierung: „In Silber (Weiß) ein schwarzer Balken, belegt mit einem goldenen (gelben) Tatzenkreuz.“ |
| Wappen von Oidtweiler | |

## Verkehr
Die nächsten Autobahnanschlussstellen sind Alsdorf an der A 44 sowie Eschweiler-West an der A 4.
Die nächsten DB-Bahnhöfe sind „Übach-Palenberg“ und „Geilenkirchen“ an der Strecke Aachen–Mönchengladbach sowie „Eschweiler Hbf“ an der Strecke Aachen–Köln. Der nächste Euregiobahn-Haltepunkt ist „Alsdorf-Annapark“.
Die AVV-Buslinien 51, X51 und BW1 der ASEAG verbinden Oidtweiler mit Baesweiler-Mitte, Alsdorf, Würselen und Aachen.
| Linie | Verlauf |
| ----- | --- |
| 51    | Waldfriedhof – Burtscheid – Aachen Hbf – Elisenbrunnen – Aachen Bushof – STAWAG – Carolus Thermen – Alter Tivoli – Scherberg – Würselen – Schleibacher Hof – Alsdorf-Annapark – Neuweiler – Oidtweiler – (Carl-Alexander-Park → Baesweiler Reyplatz / Setterich) |
| X51   | Expressbus: Elisenbrunnen – Aachen Bushof – STAWAG – Alter Tivoli – Scherberg – Würselen – Alsdorf-Annapark – Neuweiler – Oidtweiler – (Carl-Alexander-Park → Baesweiler Reyplatz) / (← Setterich)                                                               |
| BW1   | Setterich – Baesweiler – Oidtweiler – Bettendorf |

## Bildung
In Oidtweiler gibt es eine Grundschule, die KGS St. Martinus Oidtweiler, welche unter städtischer Trägerschaft steht. Die Grundschule bietet eine offene Ganztagsbetreuung (OGS) für ihre Schüler an.
Zudem besitzt Oidtweiler drei Kindergärten, den Kindergarten St. Martinus (unter kirchlicher Trägerschaft), den Kindergarten Panama (unter Trägerschaft des DRK) und die Kita Wolke 27 (unter städtischer Trägerschaft).

## Neubaugebiete
Oidtweilers Neubaugebiete sind immer thematisch gehalten worden. So gibt es die Neubaugebiete mit folgenden Themen:
- Zweiter Weltkrieg Widerstandskämpfer (Straßennamen wie „Anne-Frank-Ring“, „Geschwister-Scholl-Straße“ etc.)
- Steinzeit (Straßennamen wie „zum Feuerstein“ oder „zur Steinzeit“ und thematisch angepasster Spielplatz mit Mosaiken etc.)
- Europa (Straßennamen wie „Amsterdamer Straße“, „Brüsseler Straße“ etc.)

## Vereine
Seit vielen Jahren ist Oidtweiler für sein Vereinsleben bekannt. Aktuell bestehen folgende Vereine, die Zusammen den Verein „Ortsring Oidtweiler“ bilden:
- Junggesellenverein 1881 Oidtweiler e. V.
- Blaskapelle 1920 Oidtweiler e. V.
- Concordia 1908 Oidtweiler e. V.
- Tischtennisclub Oidtweiler 1967 e. V.
- Theaterverein 1985 Oidtweiler
- Kaninchenzuchtverein R.147 Oidtweiler
- (Freiwillige Feuerwehr Oidtweiler)